# 乌拉·霍坎松
乌拉·霍坎松（瑞典語：Ulla Håkansson，1937年11月9日—），瑞典女子马术运动员。她曾代表瑞典参加1972年、1984年、1988年和1996年夏季奥林匹克运动会马术比赛，共获得二枚铜牌。